# Culcula szechuanensis
Culcula szechuanensis là một loài bướm đêm trong họ Geometridae.